# La spada e la scimitarra
La spada e la scimitarra (Sword and Scimitar) è un romanzo storico di Simon Scarrow ambientato tra il 1545 e il 1565 d.C., pubblicato in Italia nel luglio del 2015 dalla casa editrice Newton Compton.
È il primo romanzo di Simon Scarrow non ambientato nell'Impero romano.

## Trama

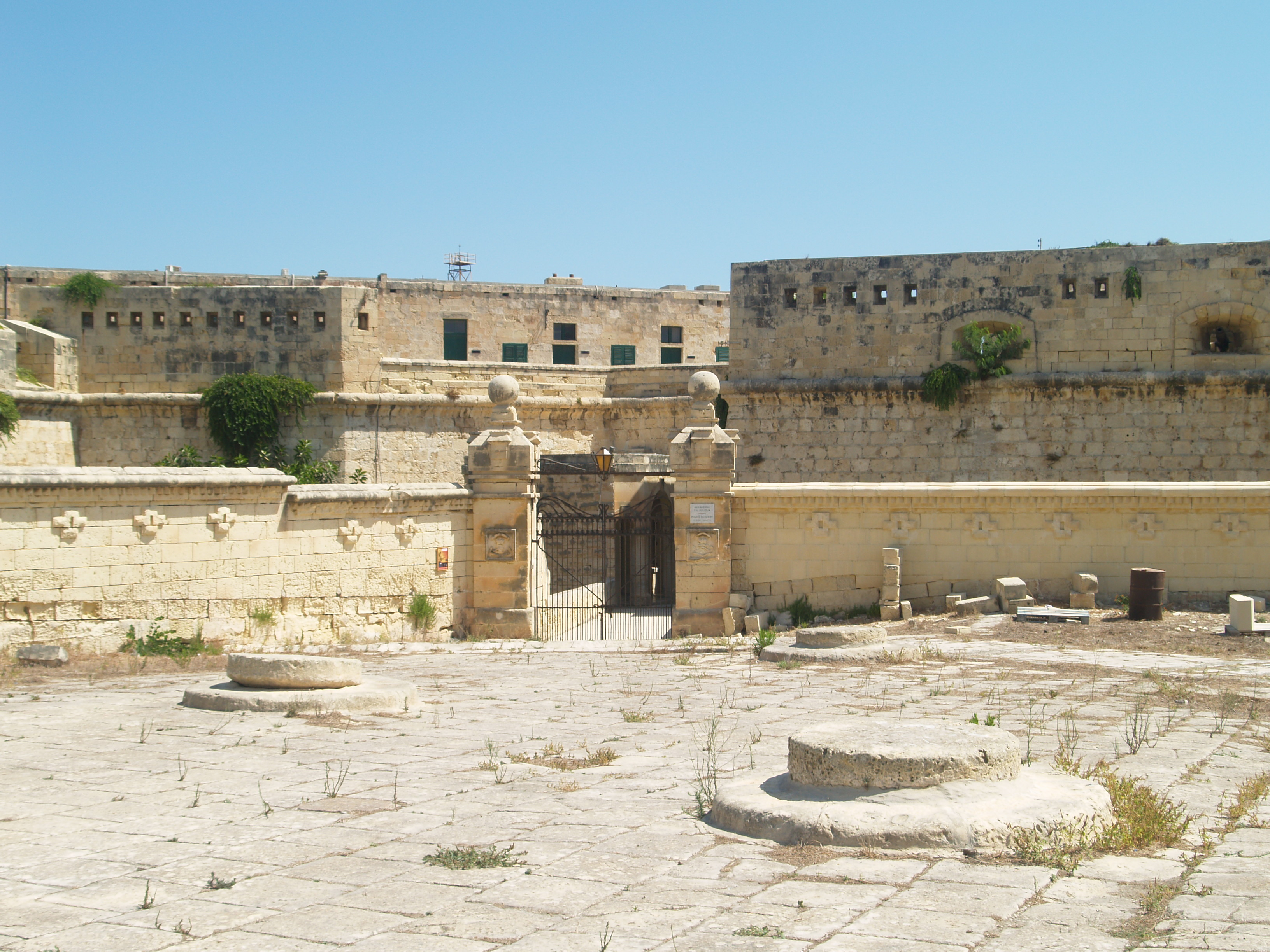
Forte Sant'Elmo, baluardo dell'estrema resistenza dei maltesi.

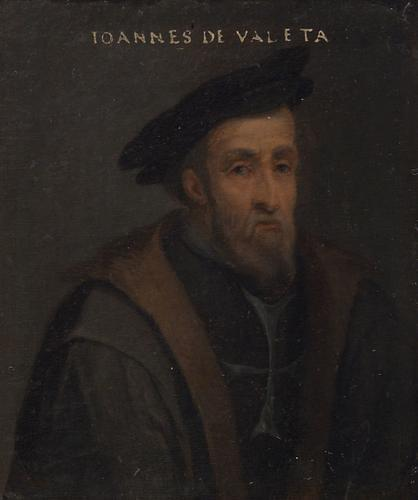
Jean Parisot de La Valette. Gran maestro dei Cavalieri Ospitalieri.

È il 1565, l'isola di Malta è un avamposto di fondamentale importanza nel confronto sempre più aperto tra i Paesi cristiani e l'Impero ottomano.
I cavalieri dell'Ordine di San Giovanni, preposti alla difesa dell'isola, da anni si confrontano con la flotta turca impegnata ad estendere il suo dominio su tutto il Mediterraneo.

Tra le file cristiane, un veterano inglese, sir Thomas Barrett, è animato dal proposito di preservare il proprio ordine dalla devastante avanzata ottomana. Barrett dovrà recuperare una pergamena che custodisce un segreto in grado di minacciare il regno della regina d'Inghilterra.

Il cavaliere per riuscire nella missione si dovrà confrontare con il suo misterioso passato mentre al largo delle coste di Malta comincia ad affacciarsi la flotta ottomana.
Thomas si imbarca in Spagna al seguito della flotta del Viceré di Sicilia García Álvarez de Toledo. Dopo aver brillantemente affrontato e messo in fuga dei corsari, la flotta scarica l'esercito in Sicilia e raggiunge Malta. Thomas incontra dopo venti anni il Gran maestro dei Cavalieri Ospitalieri Jean Parisot de La Valette ed il suo vecchio amico Oliver.

Con l'aiuto del Viceré vengono stabiliti degli urgenti interventi di miglioramento delle difese dell'isola. Tali lavori procedono velocemente sotto la guida diretta del Gran Maestro. Frattanto Thomas ed altri cavalieri anziani si dedicano alla formazione delle reclute.
All'improvviso, a metà maggio molto prima del previsto, la flotta ottomana compare al largo di Malta e Thomas e gli altri cavalieri cominciano una corsa contra il tempo per tentare di ultimare il più velocemente possibile le nuove fortificazioni. Si cominciano a fare delle scelte sacrificando alcuni cavalieri pur di prolungare la resistenza dei primi avamposti assediati dai turchi.
Le prime scaramucce volgono tutte a favore dei Cavalieri, ma proprio quando al Gran Maestro viene comunicato che ormai il Forte Sant'Elmo non riuscirà a resistere più di due settimane, arriva anche la notizia che l'esercito di soccorso, in preparazione in Sicilia, sta subendo dei ritardi, e non riuscirà ad arrivare sull'isola prima della fine di luglio.
Utilizzando le armi segrete, tra cui il fuoco greco, gli assediati riescono ad infliggere pesantissime perdite agli Ottomani che comunque si concentrano sul Forte con cannoneggiamenti continui pur di creare una breccia.
Quando ormai il forte sta per soccombere, in quanto si stanno per aprire delle brecce nelle mura, Thomas si offre volontario per recarsi a dare supporto ai difensori, ma prima di partire scopre che Richard è suo figlio.
Giunto al forte Thomas organizza le ultime difese assieme al manipolo di superstiti.
Ferito gravemente durante la caduta del forte Thomas viene portato in salvo dal figlio. Si riprenderà per partecipare agli ultimi atti dell'assedio in cui l'arrivo dei rinforzi permette ai Cavalieri di sbaragliare l'esercito ottomano e di metterlo in fuga.

Thomas nel tentativo estremo di catturare l'ammiraglio turco Alì Pascia, che si sta imbarcando per abbandonare l'isola, viene colpito a morte. Avrà giusto il tempo di salutare i suoi cari e chiedere a La Valette di unire ufficialmente lui in matrimonio alla madre di Richard, per garantire a quest'ultimo l'eredità ed i titoli nobiliari.
Frattanto i turchi sono fuggiti e l'isola è in festa per la sconfitta del nemico, sebbene costata un sacrificio immenso in termini di vite e distruzioni.

## Personaggi
- Thomas Barrett: Cavaliere dell'Ordine di San Giovanni;
- Oliver Stokely: Cavaliere di Giustizia dei Cavalieri Ospitalieri;
- Richard Hughes: Scudiero di Thomas Barrett;
- García Álvarez de Toledo: Ammiraglio della flotta spagnola e Viceré della Sicilia;
- Jean Parisot de La Valette: Gran maestro dei Cavalieri Ospitalieri;
- Martin Le Grange: Cavaliere dell'Ordine di San Giovanni;
- Dragut: Ammiraglio della flotta ottomana, muore durante le fasi cruente dell'assedio;
- Alì Pascià: Ammiraglio della flotta ottomana, subentrato al comando dopo la morte dell'Ammiraglio Dragut.

## Edizioni
- Simon Scarrow, La spada e la scimitarra, traduzione di Rosa Prencipe, collana Nuova Narrativa Newton, Newton Compton, 30 luglio 2015,  p. 475, ISBN 978-88-541-8091-8.
- Simon Scarrow, La spada e la scimitarra, traduzione di Rosa Prencipe, collana Gli Insuperabili Gold, Newton Compton, 30 giugno 2016,  p. 475, ISBN 978-88-541-9187-7.